# Babington’s Tea Rooms

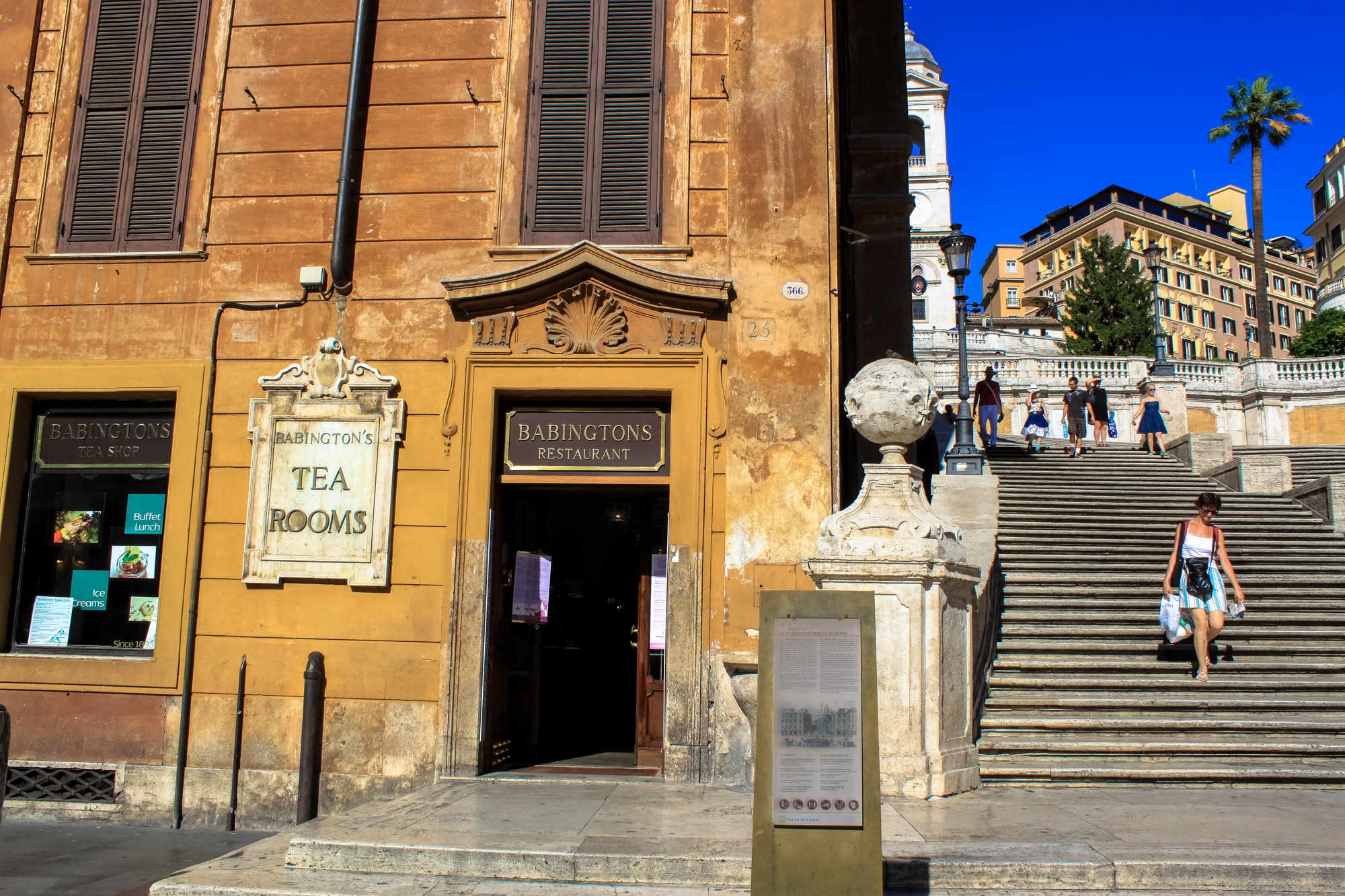
Babington’s Tea Rooms neben der Spanischen Treppe (2013)

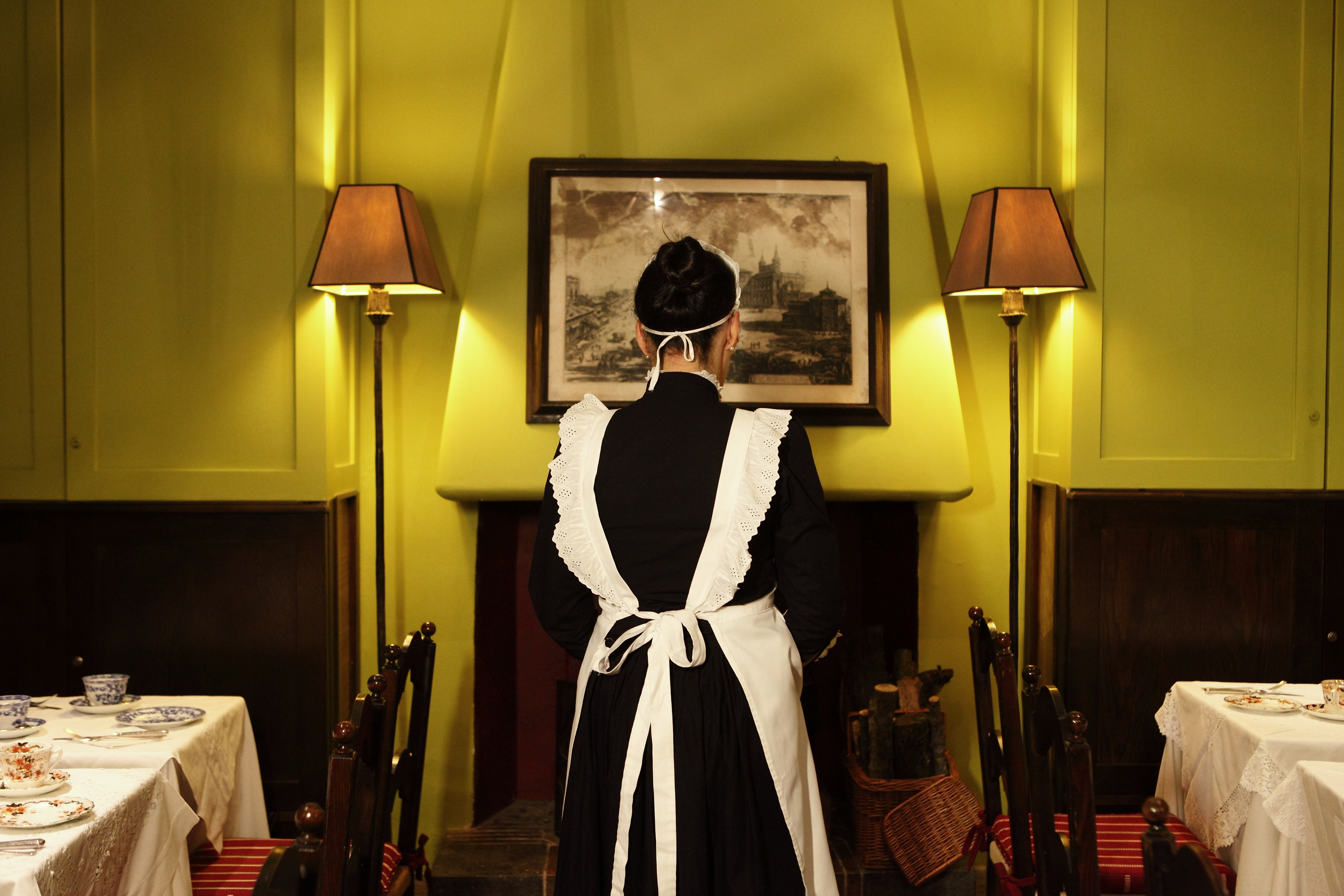
Innenansicht (2014) Kellnerin in viktorianischer Bedienstetenkleidung

Babington’s Tea Rooms in Rom ist ein 1894 von den Engländerinnen Isabel Cargill und Anna Maria Babington gegründeter Tearoom. Er befindet sich in einem Gebäude aus dem 18. Jahrhundert am Fuße der Spanischen Treppe.

## Geschichte
1893 erreichten die Engländerinnen Isabel Cargill und Anna Maria Babington Rom mit dem Plan, die englische Tradition des Afternoon Teas in die römische Gesellschaft einzuführen. Sie richteten den Babingtons Tea Room ein, wo Ladies und Gentlemen Tee und Erfrischungen zu sich nehmen konnten. Ursprünglich wurde der Tea Room in der Via dei due Macelli eingerichtet. Der sofortige Erfolg ermutigte die beiden Eigentümerinnen, auf die berühmte Piazza di Spagna 23 umzuziehen, wo der Tea Room sich bis heute befindet.
Die 1920er Jahre brachten dem Tea Room finanzielle Nöte und nur dank des Zusammenhalts der Erben Babingtons konnte der Tea Room überleben, indem man ihn glanzvoll herrichtete. Wiederum wurde der Tea Room zum Treffpunkt der römischen Society.
In der Zeit des italienischen Faschismus in den 1930er Jahren verschwanden viele ausländische Geschäfte. Kurioserweise wurden die vorderen Räume des Tea Rooms zu einem Anziehungspunkt der Offiziere, während in den Küchen die Treffen der antifaschistischen Intelligenzia stattfanden. Den Zweiten Weltkrieg überstand Babingtons, weil die Belegschaft ihre Essenmarken verwendete, um den Gästen Gerichte anzubieten. In der gesamten Geschichte Babingtons war der Tea Room nur ein einziges Mal für wenige Stunden geschlossen: in der Zeit, als die Alliierten Rom erreichten.
Die neue Generation von Babingtons führte eine Lunchkarte ein, um die anspruchsvolle Kundschaft zu bedienen. Der Babingtons Erbe Valerio reiste mit Flaschen von Wasser der Piazza di Spagna nach London, um dort den ersten Babingtons Blend zu entwickeln. Valerio designte auch das erste Logo von Babingtons mit der Mascherino Katze, die im Tea Room residierte.
Während ihrer Dreharbeiten in den Filmstudios Cinecittà waren Filmstars wie u. a.  Richard Burton und Elizabeth Taylor, Peter Ustinov und Claudia Cardinale im Tearoom zu Gast. Bekannt aus dieser Zeit ist die für Audrey Hepburn, die Babingtons Tearoom häufig besuchte, kreierte Schokoladentorte.
Eine der bekannteren Teeblenderinnen ist Melania Lopez Francis, die unter anderem für den Royal Wedding Tea Blend verantwortlich war.

## Babington’s Tea Rooms heute
Heute wird der Tea Room von Rory Bruce und Chiara Bedini geführt, den Nachfahren der Gründerinnen. Es finden Konzerte, Tea Teastings, Lesungen sowie das jährliche Babingtons Christmas Carrol Singing auf der Spanischen Treppe statt.  Unter der Leitung von Rory Bruce wurde der TeaRoom ausgeweitet und renoviert. Das Design entwickelte Marcello Minale, Sohn des Designers Marcello Minale. Bis heute wird der Afternoon Tea in der traditionellen viktorianischer Dienstkleidung serviert.

## Mascherino
Mascherino war eine männliche Streunkatze, die in den 50er Jahren in Rom an der Spanischen Treppe lebte. Sie erschien jeden Tag im römischen Tea Room Babington an der Hintertüre der Küche. Sie hielt sich auch sehr oft im Tea Room auf und wurde aufgrund ihrer schlauen Art von den Gästen als Symbol des Tea Rooms gesehen. Ihr als einziger Katze war es erlaubt, auf einem Ruhekissen den ganzen Tag über im Tea Room zu verbleiben.
Sie hatte ein schwarzweißes Fell mit einem schwarzen Flecken auf dem Gesicht wie eine Maske. Da sie außerdem auch sehr schlau zu sein schien, wurde sie von den Angestellten des Tea Rooms Mascherino genannt.